# Râul Mușata
Râul Mușata este un curs de apă, afluent al râului Sărata. 